# 단당류
단당류(單糖類, 영어: monosaccharide) (그리스어 "monos"는 "하나(single)"를 의미, "sacchar"는 "당(sugar)"을 의미함)는 탄수화물의 가장 기본적인 단위이며, 단순당(simple sugar)으로도 불린다. 단당류는 탄수화물의 단위체로 더 간단한 화합물로 가수분해되지 않는다. 일반적인 화학식은 CnH2nOn이다. 단당류는 가장 간단한 형태의 당이며, 일반적으로 무색, 수용성의 결정성 고체이다. 몇몇 단당류들은 단맛이 난다.
단당류의 예로는 포도당, 과당, 갈락토스 등이 있다. 단당류는 이당류(예: 설탕 및 젖당)와 다당류(예: 셀룰로스 및 녹말)의 구성 요소이다. 단당류에서 하이드록시기를 갖고 있는 각각의 탄소 원자(알데하이드 및 케톤의 탄소, 맨 마지막 탄소를 제외한 모든 탄소)는 키랄성(비대칭성)이며, 다수의 이성질체를 형성하고, 동일한 화학식을 갖는다. 예를 들어, 갈락토스와 포도당은 둘 다 알도헥소스이지만 물리적 구조와 화학적 특성이 다르다.

## 구조와 명명법
거의 예외(예: 디옥시리보스) 없이, 단당류는 (CH2O)x (여기서 x는 3이상)의 화학식을 갖는다. 단당류는 가지고 있는 탄소 원자 수에 따라 3개면 삼탄당(트라이오스), 4개면 사탄당(테트로스), 5개면 오탄당(펜토스), 6개면 육탄당(헥소스), 7개면 칠탄당(헵토스)으로 나눌 수 있다.
가장 중요한 단당류인 포도당은 육탄당이다. 칠탄당의 예에는 케토스인 만노헵툴로스 및 세도헵툴로스 등이 있다. 탄소가 8개 이상인 단당류는 매우 불안정하기 때문에 거의 관찰되지 않는다. 수용액에서 단당류는 탄소가 4개 이상이면 고리형으로 존재한다.

### 선형 단당류
단당류는 하나의 카보닐기(-C=O) 및 나머지 탄소 원자 각각에 하나의 하이드록시기(-OH)를 갖는 가지가 없는 선형의 탄소 골격을 갖는다. 그러므로 단당류의 분자 구조는 H(CHOH)n(C=O)(CHOH)mH, 여기서 n + 1 + m = x 로 나타낼 수 있고, 따라서 CxH2xOx 로 표기할 수 있다.
관용적으로 탄소 원자는 1부터 x까지 번호가 매겨지며, 카보닐기에 가장 가까운 탄소부터 시작한다.
카보닐기가 있는 탄소가 1번이면(즉, n 또는 m 이 0 인 경우), 분자는 포르밀기 H(C=O)− 로 시작하고, 기술적으로 알데하이드이며, 화합물은 알도스라고 부른다. 그 외에는 두 개의 탄소 원자 사이에 카보닐기 −(C=O)−를 가진 케톤이며, 케토스라고 불린다. 생물학적으로 중요한 케토스는 일반적으로 2번 탄소(C-2)에 카보닐기를 갖는다.
위의 다양한 분류들을 결합하여 "알도헥소스" 및 "케토트라이오스"와 같은 이름을 붙일 수 있다.
단당류에 대한 보다 더 일반적인 명명법은 탄소 수를 나타내는 접두사 (tri-, tetr-, pent-, hex-, 등) 에 알도스를 나타내는 접미사 "-ose" 또는 케토스를 나타내는 접미사 "-ulose"를 결합하는 것이다. 케토스의 경우, 카보닐기가 2번 탄소에 있지 않으면, 그 위치는 숫자를 나타내는 접요사에 의해 표시된다. 예를 들어, H(C=O)(CHOH)4H는 펜토스(pentose), H(CHOH)(C=O)(CHOH)3H는 펜툴로스(pentulose), H(CHOH)2(C=O)(CHOH)2H는 펜트-3-울로스(pent-3-ulose)이다.

### 선형 입체이성질체
동일한 사슬 길이와 동일한 카보닐기의 위치를 갖는 두 개의 단당류는 특정 원자 간의 결합에서 3차원 배열이 다른 별개의 입체이성질체일 수 있다. 이것은 분자가 입체중심을 포함하는 경우 즉, 키랄성(4개의 다른 분자 하위 구조에 연결됨)인 탄소 원자를 포함하는 경우에만 일어난다. 이들 4개의 결합은 공간에서 구별된 2가지 입체배치를 가질 수 있다. 선형의 단당류에서 사슬의 첫 번째 및 마지막 탄소(케토스에서 케톤 작용기가 있는 탄소)를 제외한 모든 탄소는 키랄(비대칭) 탄소이다.
예를 들어, 트라이케토스인 H(CHOH)(C=O)(CHOH)H (다이하이드록시아세톤)은 입체 중심을 갖지 않으므로, 단일 입체이성질체로 존재한다. 다른 트라이알도스인 H(C=O)(CHOH)2H (글리세르알데하이드)는 하나의 키랄 탄소(2번 탄소)를 가지고 있는데, 2번 탄소에 −H, −OH, −C(OH)H2, −(C=O)H 작용기가 결합되어 있다. 따라서 글리세르알데하이드는 서로에 대해 거울상이 되는(왼쪽 및 오른쪽 장갑과 같이) 두 개의 입체이성질체를 갖는다. 4개 이상의 탄소를 갖는 단당류는 다수의 키랄 탄소를 가질 수 있기 때문에 일반적으로 2개 이상의 입체이성질체를 갖는다. 동일한 화학식을 갖는 별개의 이성질체의 수는 2c 가지이며, 여기서 c는 키랄 탄소의 총 수이다.
피셔 투영식은 각각의 키랄 탄소가 잘 특정되도록 단당류의 선형 골격식을 그리는 체계적인 방법이다. 선형 단당류의 각 입체 이성질체는 키랄 탄소에 결합된 하이드록시기의 피셔 투영식에서의 위치(왼쪽 또는 오른쪽)에 의해 식별될 수 있다.
대부분의 입체이성질체는 그 자체로 키랄성(거울상과 구별됨)이다. 피셔 투영법에서 두 가지 거울상 이성질체는 키랄 탄소에 결합된 모든 하이드록시기의 위치가 좌우로 반전되어 있다. 거울상 이성질체는 비키랄성 환경에서 화학적으로 동일하지만, 대개 자연계에서 매우 다른 생화학적 특성을 갖는다.
대부분의 입체 이성질체는 거울 이미지 형태의 쌍으로 배열될 수는 있지만, 키랄 중심을 가짐에도 불구하고 거울상과 동일한 일부 비키랄성 입체 이성질체가 있다. 이것은 분자가 3-케토펜토스(3-ketopentose, H(CHOH)2(CO)(CHOH)2H)에서와 같이 대칭적일 때 발생하며, 두 반쪽은 서로에 대해 거울상이다. 이 경우에 미러링은 반 바퀴 회전과 동일하다. 이러한 이유로 분자에 2개의 키랄 탄소가 존재하더라도 22=4가지가 아닌 3가지의 3-케토펜토스 입체 이성질체만 존재한다.
서로 거울 상이 아닌 별개의 입체 이성질체들은 비키랄성 환경에서도 서로 다른 화학적 성질을 갖는다. 따라서 각 거울 쌍 및 각각의 비키랄성 입체 이성질체에는 특정 단당류의 이름이 부여될 수 있다. 예를 들어, 16가지의 별개의 알도헥소스 입체 이성질체가 있지만, "포도당"이라는 이름은 알도헥소스의 특정 거울상 이성질체의 쌍(D-포도당 및 (-)포도당)을 의미한다. 피셔 투영법에서 D-포도당은 3번 탄소에서 왼쪽에 4번 탄소와 5번 탄소에서 오른쪽에 하이드록시기를 가지지만, L-포도당은 3번 탄소에서 오른쪽에 4번 탄소와 5번 탄소에서 왼쪽에 하이드록시기를 갖는다. 이러한 특정 단당류의 이름은 포도당(글루코스)의 경우 "Glu", 트레오스의 경우 "Thr"와 같은 세 문자로 된 약자를 사용한다.
일반적으로 n개의 비대칭 탄소를 갖는 단당류는 2n개의 입체 이성질체를 갖는다. 알도스 단당류에 대한 선형 입체 이성질체의 수는 동일한 길이의 케토스 단당류보다 1만큼 더 크다. 모든 케토스는 2(n-3)가지의 입체 이성질체를 가지며, 여기서 n > 2는 탄소의 수이다. 모든 알도스는 2(n-2)가지의 입체 이성질체를 가지며, 여기서 n > 2는 탄소의 수이다. 두 가지 단당류들이 하나의 비대칭 탄소 원자 주위의 입체 배치만 다를 때(예: D-포도당과 D-갈락토스는 4번 탄소에서 서로 에피머임), 이들을 서로에 대한 에피머라고 한다(이는 카보닐기를 갖는 탄소에는 적용되지 않는다).

### 단당류의 입체배치
많은 키랄 분자와 마찬가지로 글리세르알데하이드의 2가지 입체 이성질체는 용액에서 편광을 점차적으로 회전시킨다. 두 가지 입체 이성질체는 회전 방향에 따라 접두사 D-와 L-로 구분한다. D-글리세르알데하이드는 우선성(편광 축을 시계 방향으로 회전시킴)이고, L-글리세르알데하이드는 좌선성(편광 축을 반시계 방향으로 회전시킴)이다.

D-포도당과 L-포도당

또한 D- 및 L- 접두사는 서로에 대해 거울상인 두 가지 특정 입체 이성질체를 구별하기 위해 다른 단당류와 함께 사용된다. 이를 위해 카보닐기에서 가장 멀리 떨어져 있는 키랄 탄소를 고려한다. 키랄 탄소에서 4개의 결합은 −H, −OH, −C(OH)H 및 나머지 작용기와 결합되어 있다. 분자가 공간에서 회전할 때 4개의 작용기의 입체 배치가 D-글리세르알데하이드의 입체배치와 같으면 D-이성질체, L-글리세르알데하이드의 입체배치와 같으면 L-이성질체이다.
피셔 투영식에서 D- 및 L- 접두사는 카보닐기에서 가장 멀리 떨어져 있는 키랄 탄소의 입체 배치에 따라 하이드록시기가 오른 쪽에 있느면 D-이성질체, 하이드록시기가 왼쪽에 있으면 L-이성질체로 한다.
D- 및 L- 접두사는 편광의 회전 방향을 나타내지는 않으며, 키랄 탄소에 결합된 4개의 치환기의 입체 배치에만 적용되는 것이다. 그러나 두 거울상 이성질체는 항상 같은 양만큼 반대 방향으로 빛을 회전시킨다.

### 단당류의 고리화
단당류는 종종 카보닐기와 동일 분자 내 하이드록시기 중 하나와 친핵성 첨가반응을 통해 선형에서 고리형으로 전환될 수 있다. 반응 결과 탄소 원자들과 산소 원자 하나가 포함된 고리가 형성된다. 형성된 분자는 선형 형태가 알도스 또는 케토스인지에 따라 헤미아세탈 또는 헤미케탈을 형성한다. 역반응은 쉽게 일어날 수 있어서, 고리형에서 원래의 선형 형태로 다시 되돌아갈 수 있다.
이러한 고리형에서 고리는 보통 5개 또는 6개의 원자를 갖는다. 단당류의 5원자 고리 화합물을 푸라노스라고 하는데, 이는 5원자 고리 화합물인 푸란을 닮았기 때문이며, 6원자 고리 화합물을 피라노스라고 하는데, 이는 6원자 고리 화합물인 피란을 닮았기 때문이다. 예를 들어, 알도헥소스인 포도당은 1번 탄소와 4번 탄소의 하이드록시기의 산소 사이에 헤미아세탈을 형성하여 5원자 고리 화합물인 글루코푸라노스를 형성할 수 있다. 같은 반응이 1번 탄소와 5번 탄소의 하이드록시기의 산소 사이에서 일어나서 6원자 고리 화합물인 글루코피라노스를 형성할 수 있다.

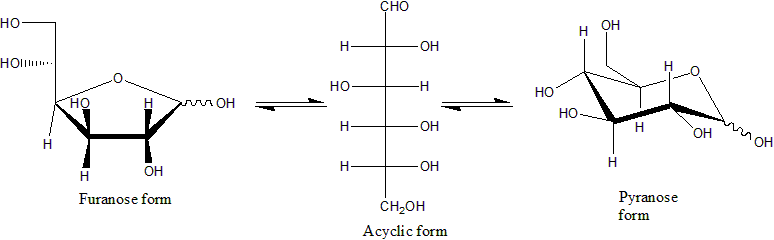
D-포도당의 푸라노스, 선형, 피라노스 형태 간의 전환.

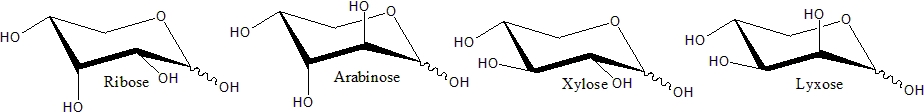
일부 오탄당의 피라노스 형태.

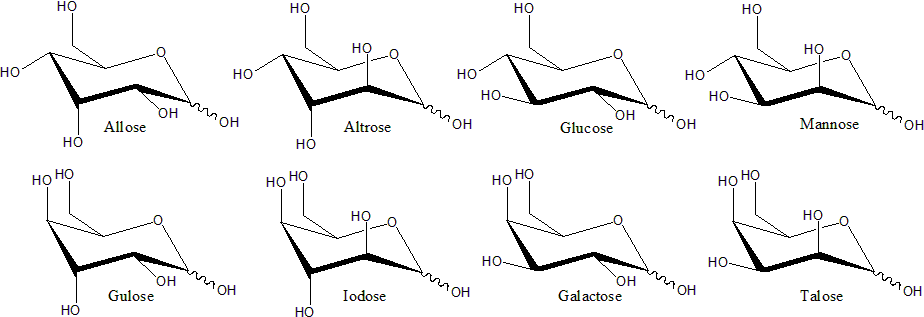
일부 육탄당의 피라노스 형태.

많은 단당류(포도당 포함)의 경우, 고체 상태와 용액에서 고리형이 우세하므로 선형, 고리형 이성질체들에 대해 일반적으로 동일한 이름이 사용된다. 예를 들어 "글루코스(포도당)"이라는 이름은 글루코푸라노스, 글루코피라노스, 선형 글루코스 또는 이들 세 가지 이성질체들의 혼합물을 의미할 수 있다.
고리화 반응은 카보닐기를 갖는 탄소에 새로운 입체 중심을 형성한다. 카보닐기의 산소를 대체하는 하이드록시기(−OH)는 고리의 평면에 대해 두 가지 다른 위치를 가질 수 있다. 따라서 각각의 선형 단당류는 접두사 α- 및 β-로 표시되는 두 가지 고리형 이성질체(아노머)를 생성한다. 단당류는 변광회전이라 불리는 과정을 통해 두 가지 아노머 사이에서 변환될 수 있는데, 이것은 선형 형태로 되돌아가는 반응과 또 다른 고리를 형성하는 반응으로 구성된다.

### 하워스 투영식
고리형 단당류의 입체화학적 구조는 하워스 투영식으로 나타낼 수 있다. 하워스 투영식에서 D-알도헥소스의 피라노스 형태에 대한 α-이성질체는 아노머 탄소의 하이드록시기(−OH)가 고리 평면 아래쪽에 위치하고, β-이성질체는 아노머 탄소의 하이드록시기(−OH)가 고리 평면 위쪽에 위치한다. 피라노스는 일반적으로 사이클로헥세인의 구조와 유사한 의자형 입체구조를 갖는다. D-알도헥소스의 입체구조에서 α-이성질체는 수직 방향으로 아노머 탄소의 하이드록시기(−OH)를 가지지만, β-이성질체는 수평 방향으로 아노머 탄소의 하이드록시기(−OH)를 가지고 있다.

α-D-글루코피라노스
β-D-글루코피라노스

## 유도체
생물학적으로 중요한 여러 가지 변형된 단당류들이 존재한다.
- 아미노당:
  - 갈락토사민
  - 글루코사민
  - 시알산
  - N-아세틸글루코사민
- 황을 포함한 단당류:
  - 설포퀴노보스
- 기타
  - 아스코르브산 (비타민 C)
  - 만니톨
  - 글루쿠론산

## 같이 보기
- 환원당
- 당산
- 당알코올
- 이당류

## 참고 문헌
- McMurry, John. Organic Chemistry. 7th ed. Belmont, CA: Thomson Brooks/Cole, 2008. Print.